# Sitio de Charlemont
El sitio de Charlemont se extendió entre julio y agosto de 1650 durante la invasión de Cromwell cuando la fortaleza de Charlemont en el condado de Armagh, Irlanda fue asediada por el ejército parlamentarista de Charles Coote, compuesto en su mayoría por soldados del New Model Army. La fuerza dirigida por Coote consiguió capturar el fuerte defendido por los irlandeses, pero a costa de fuertes pérdidas, ya que entre 500 y 800 soldados parlamentaristas perdieron la vida durante el asedio. En término de soldados muertos en combate, el sitio de Charlemont fue la segunda batalla más sangrienta de la invasión de Cromwell, sólo superada por el asedio de Clonmel.

## Contexto
Charlemont fue la primera fortaleza capturada durante la rebelión irlandesa de 1641 por una fuerza dirigida por Phelim O'Neill en las primeras 24 horas después del estallido de la revuelta. Era una de las fortificaciones más modernas de la isla y fue una de las pocas fortalezas del norte de Irlanda que los Confederados conservaron a lo largo de la década de 1640.
A finales de 1649, una fuerza del New Model dirigido por Robert Venables entró en el Úlster y se unió al pequeño ejército de Charles Coote. Ambas fuerzas combinadas conquistaron el este del Úlster sin grandes problemas, derrotando al ejército Realista Escocés del Úlster en Lisnagarvey. La única oposición seria la presentó Phelim O'Neill, cuyos hombres lanzaron un ejército nocturno sobre el campamento Parlamentarista, aunque no sirvió de mucho.
La muerte de Owen Roe O'Neill a finales de 1649 paralizó al Ejército irlandés del Úlster. En 1650, Heber MacMahon fue elegido para liderar al Ejército del Úlster y hacia mediados de 1650 la fuerza estaba nuevamente operativa, presionando el Úlster y amenazando al ejército de Coote. Sin embargo, MacMahon era más un religiosa que un hombre de armas, y en la batalla de Scarrifholis llevó al ejército del Úlster a su destrucción.
El único comandante irlandés veterano que logró escapar de Scarriffhollis fue Sir Phelim O'Neill. Junto con un pequeño grupo de supervivientes, consiguió llegar hasta Charlemont Fort, el último baluarte irlandés que quedaba en Úlster.
Dándose cuenta de que sería imposible tomar el fuerte sin artillería pesada, Venables y Coote llevaron cañones de asedio y morteros con su ejército cuando comenzaron su ataque a finales de julio.

## Los comandantes
Charles Coote, que dirigía el ejército del Úlster compuesto principalmente por ingleses, tenía reputación de crueldad -durante la ofensiva Parlamentarista en el Úlster a finales de 1649, se comportó de manera brutal y cometió atrocidades no sólo contra los católicos irlandeses, sino también los Protestantes Escoceses que se opusieron a su avance. Después de su victoria en Scarrifholis, ejecutó a todos los soldados, independientemente de su rango, que se habían rendido a los oficiales Parlamentaristas: incluso Henry O'Neill, el hijo de Owen Roe, fue ejecutado. Esto se consideró una atrocidad impresionante, incluso para los estándares de la época.
Como católico irlandés gaélico, Phelim O'Neill tenía buenos motivos para temer a Coote, pero O'Neill también había aparecido frecuentemente en los panfletos propagandísticos ingleses durante los años 1640 como el autor de masacres a los protestantes. Por ello, era odiado por muchos soldados protestantes en Irlanda, y el ejército que le rodeaba estaría muy atento.
O'Neill contaba con algunas bazas a su favor. En primer lugar, la fortaleza en Charlemont era una de las fortalezas más duras en Irlanda. En segundo lugar, la reputación de Coote era ya muy conocida y ningún católico irlandés consideraría rendirse a él. Los defensores de Charlemont eran conscientes de que tenían pocas esperanzas de sobrevivir si los Parlamentaristas capturaban la fortaleza. La lucha sería feroz.

## El asalto
A comienzos de agosto, los parlamentaristas había logrado abrir una brecha en las fortificaciones. Coote ordenó entonces a sus tropas cavar trincheras. El 8 de agosto, los ingleses lanzaron un ataque masivo. O'Neill reunió a toda la guarnición y a los civiles para defender la vrecha -incluso armando a las mujeres. La defensa fue en muchos aspectos una repetición de Clonmel en mayo: Cientos de ingleses murieron por los desesperados defensores y el resto fueron obligados a retroceder de vuelta a sus líneas. Después de este gran esfuerzo, sin embargo, la guarnición estaba exhausta, ensangrentada y había agotado casi toda la pólvora y munición. Como resultado, el 14 de agosto O'Neill pidió términos de rendición. Sir Phelim O'Neill reclamó rehenes de Coote antes de iniciar negociaciones. Los términos de la rendición ofrecidos fueron que O'Neill y sus hombres debían irse sin bolsas ni equipajes después de que sus heridas hubieran curado y que deberían dirigirse hacia un puerto donde Coote les embarcaría hacia ultramar. Este ofrecimiento era extraordinariamente generoso por parte de Coote: Probablemente no tenía otra os eran un conjunto extraordinariamente generoso  de plazos de Coote: probablemente tenía otra opción, ya que nadie estaría dispuesto a rendirse a Coote a menos que las condiciones fueran excepcionales.

## Consecuencias
El combate en Charlemont fue uno de los más sangrientos para los parlamentaristas en Irlanda. A pesar de que muchos más soldados murieron en Limerick al año siguiente, estas muertes fueron causadas en su mayoría por la enfermedad. Por contraste, casi todos los 500 o más soldados muertos en Charlemont fallecieron durante el intento de tomar el fuerte. Coote asumió una gran responsabilidad por las elevadas bajas sufridas durante el sitio. Al igual que otros comandantes irlandeses como Roger Boyle, había demostrado ser despiadado en numerosas ocasiones, ejecutando a cualquier enemigo que cayera en sus manos. Esto motivaba que los defensores del Úlster estuvieran dispuestos a luchar hasta la muerte.
La defensa de Phelim O'Neill de Charlemont, así como toda su actividad defensiva en Úlster en 1649-1650 fue enérgica, en contraste con su a menudo incompetente gestión de los primeros años del levantamiento. Aunque los términos de la rendición le permitían abandonar Irlanda, eligió permanecer escondido en el Úlster, lo que finalmente le acabó costando la vida.
La caída del baluarte fue otro golpe para la reputación de Ormonde. En septiembre los obispos irlandeses excomulgaron a cualquier católico que sirviera bajo Ormonde, que salió de Irlanda en diciembre.
Desde el punto de vista Parlamentarista, la toma de Charlemont significaba el final de la conquista del Úlster y dejaba a Sir Charles Coote el camino libre para alcanzar Athlone, la llave de Connacht.

## Footnotes
- ^Note 1 : Manning,An Apprenticeship in Arms, p. 225
- ^Note 2 : Manning,An Apprenticeship in Arms, p. 225
- ^Note 3 : Scott-Wheeler, Cromwell in Ireland, p. 176